# NGC 2624
NGC 2624 is een spiraalvormig sterrenstelsel in het sterrenbeeld Kreeft. Het hemelobject werd op 30 oktober 1864 ontdekt door de Duitse astronoom Albert Marth.

## Messier 44 (Bijenkorf)
NGC 2624 en het iets oostelijker gelegen sterrenstelsel NGC 2625 bevinden zich, vanaf de aarde gezien, schijnbaar net ten zuidwesten van de open sterrenhoop Messier 44, ook bekend als de bijenkorf.

## Synoniemen
- UGC 4506
- MCG 3-22-19
- ZWG 89.55
- ARAK 172
- NPM1G +19.0183
- PGC 24264